# London Mathematical Society
Sociedad Londinense de Matemática en inglés: London Mathematical Society, también conocida por su acrónimo LMS es una de las sociedades científicas del Reino Unido para las matemáticas; las otras son la Royal Statistical Society (RSS) y el Instituto de Matemáticas y sus Aplicaciones (IMA). Esta entidad cuenta con 2300 socios en todo el país y varios cientos de miembros en el extranjero.

## Historia
Fundada en 1865 para la promoción y extensión del conocimiento matemático, la Sociedad Matemática de Londres se le concedió una carta real en 1965. La sociedad está registrada como una organización de caridad con el Comisionado de Caridad de Reino Unido. Las primeras reuniones se llevaron a cabo en la University College de Londres, pero pronto se trasladó a Burlington House, Piccadilly. Las actividades iniciales de la sociedad incluyeron charlas y la publicación de una revista.
En 1998, la sociedad pasó de cuartos en Burlington House en la Casa de Morgan (llamado así por el primer presidente de la sociedad), al 57-58 Russell Square, Bloomsbury, para así dar cabida a una expansión de su personal.

## Actividades
Las principales actividades de la sociedad incluyen la publicación de revistas, entre ellas, Proceedings of the London Mathematical Society, la publicación de libros, la concesión de becas para apoyar al desarrollo de la matemática, y la organización de reuniones científicas y conferencias. La sociedad también está involucrada en la política y el trabajo estratégico para apoyar a esta especialidad, y la comunidad de investigación matemática. Este trabajo incluye la participación con la política del gobierno y los responsables de la educación matemática y la investigación, participando en las iniciativas internacionales de matemática y la promoción de la disciplina.

## Lista de presidentes
Las siguientes personas fueron o son presidentes de la sociedad:
- 1865–1866 Augustus De Morgan
- 1866–1868 James Joseph Sylvester
- 1868–1870 Arthur Cayley
- 1870–1872 William Spottiswoode
- 1872–1874 Thomas Archer Hirst
- 1874–1876 Henry John Stephen Smith
- 1876–1878 Lord Rayleigh
- 1878–1880 Charles Watkins Merrifield
- 1880–1882 Samuel Roberts
- 1882–1884 Olaus Henrici
- 1884–1886 James Whitbread Lee Glaisher
- 1886–1888 James Cockle
- 1888–1890 John James Walker
- 1890–1892 Alfred George Greenhill
- 1892–1894 Alfred Kempe
- 1894–1896 Percy Alexander MacMahon
- 1896–1898 Edwin Elliott
- 1898–1900 William Thomson
- 1900–1902 E. W. Hobson
- 1902–1904 Horace Lamb
- 1904–1906 Andrew Forsyth
- 1906–1908 William Burnside
- 1908–1910 William Niven
- 1910–1912 H. F. Baker
- 1912–1914 Augustus Edward Hough Love
- 1914–1916 Joseph Larmor
- 1916–1918 Hector Macdonald
- 1918–1920 John Edward Campbell
- 1920–1922 Herbert Richmond
- 1922–1924 William Henry Young
- 1924–1926 Arthur Lee Dixon
- 1926–1928 G. Hardy
- 1928–1929 E. Whittaker
- 1929–1931 Sydney Chapman
- 1931–1933 Alfred Cardew Dixon
- 1933–1935 G. N. Watson
- 1935–1937 George Barker Jeffery
- 1937–1939 Edward Arthur Milne
- 1939–1941 G. H. Hardy
- 1941–1943 John Edensor Littlewood
- 1943–1945 L. J. Mordell
- 1945–1947 Edward Charles Titchmarsh
- 1947–1949 W. V. D. Hodge
- 1949–1951 Max Newman
- 1951–1953 George Frederick James Temple
- 1953–1955 J. H. C. Whitehead
- 1955–1957 Philip Hall
- 1957–1959 Harold Davenport
- 1959–1961 Hans Heilbronn
- 1961–1963 Mary Cartwright
- 1963–1965 Arthur Geoffrey Walker
- 1965–1967 Graham Higman
- 1967–1969 J. A. Todd
- 1969–1970 Edward Collingwood
- 1970–1972 Claude Ambrose Rogers
- 1972–1974 David George Kendall
- 1974–1976 Michael Atiyah
- 1976–1978 J. W. S. Cassels
- 1978–1980 C. T. C. Wall
- 1980–1982 B E Johnson
- 1982–1984 Paul Cohn
- 1984–1986 Ioan James
- 1986–1988 Erik Christopher Zeeman
- 1988–1990 John H. Coates
- 1990–1992 John Kingman
- 1992–1994 John Robert Ringrose
- 1994–1996 Nigel Hitchin
- 1996–1998 John Ball
- 1998–2000 Martin Taylor
- 2000–2002 J Trevor Stuart
- 2002–2003 Peter Goddard
- 2004–2005 Frances Kirwan
- 2005–2007 John Toland
- 2007–2009 E Brian Davies
- 2009 Presidente interino John Ball
- 2009- Angus Macintyre

## Premios
A continuación se muestra una lista de premios que otorga esta sociedad:
- Medalla De Morgan
- Premio Pólya
- Premio Fröhlich
- Premio Sénior Berwick
- Premio Sénior Whitehead
- Premio Naylor
- Premio Berwick
- Premio Whitehead